# John Fenning
John Reginald Keith Fenning, britanski veslač, * 23. junij 1885, † 3. januar 1955.
Fenning je na Poletnih olimpijskih igrah 1908 v Londonu veslal v dvojcu brez krmarja in v četvercu brez krmarja. V prvem čolnu je osvojil zlato, v drugem pa srebrno medaljo. 